# Мерсрагс
Ме́рсрагс (латыш. Mērsrags) — населённый пункт («крупное село», латыш. lielciems) в западной части Латвии, административный центр Мерсрагской волости Талсинского края.

## История
Название селу дал находящийся в его северной части одноимённый мыс, сильно выдающийся в Рижский залив. Порт Мерсрагс специализируется на экспорте древесины. Местной достопримечательностью является также Мерсрагский маяк.
В 2009—2021 годах Мерсрагс являлся административным центром Мерсрагского края.

## География
Расположен примерно в 40 км к северу от Тукумса, на автодороге P131 Тукумс — Колка, на западном побережье Рижского залива.
Южнее Мерсрагса находится одно из самых больших озёр Латвии — Энгурес; его окрестности с 2011 года объявлены природным парком. Эта местность славится местами для наблюдения за птицами на заросших тростником прибрежных лугах, мысах Мерсрагс и Пекрагс и на территории лагун к югу от порта. Через посёлок также проходит Мерсрагский канал, соединяющий озеро с Рижским заливом.